# Серадзане

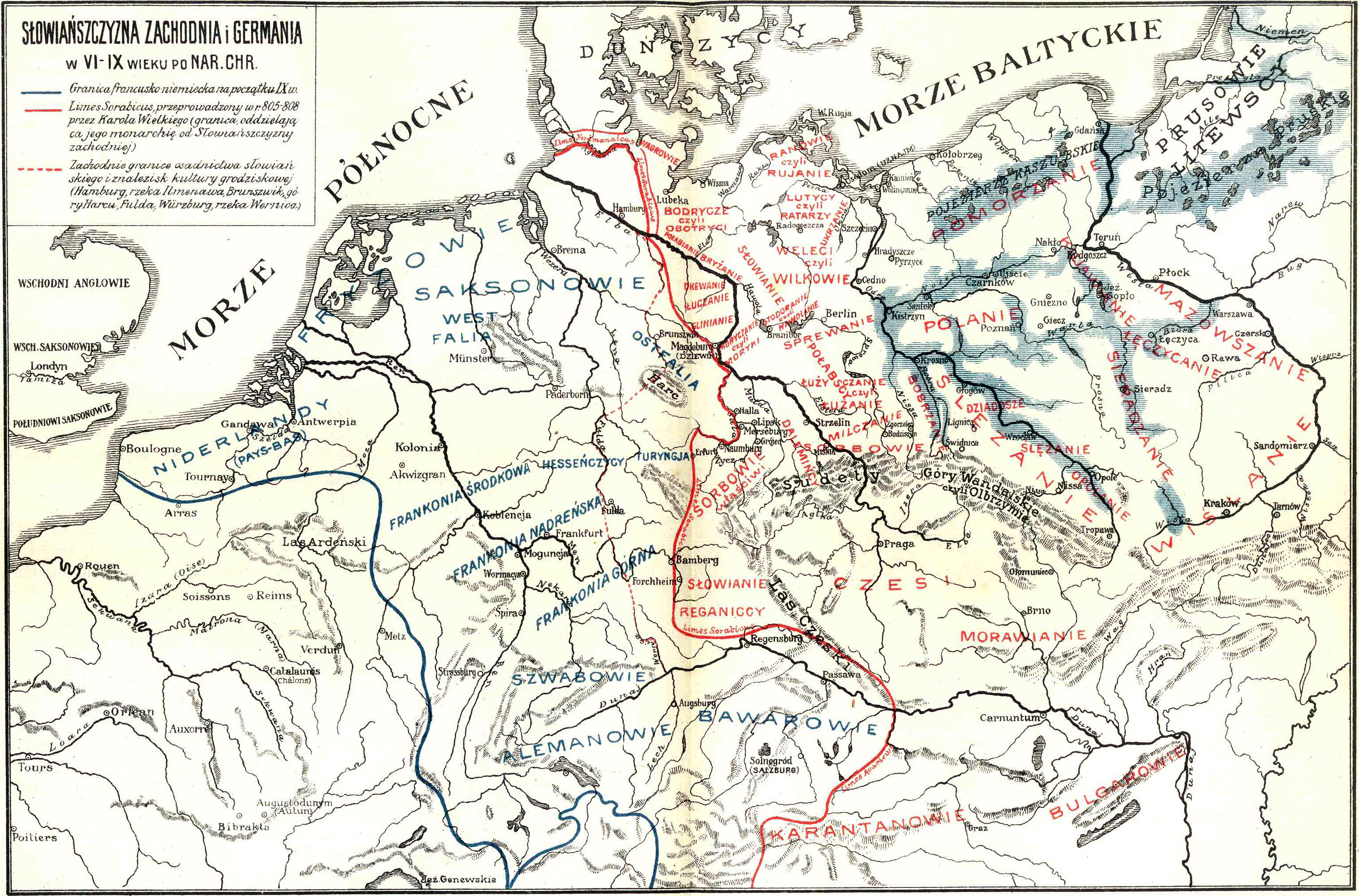
Племя на карте с Лужицким валом.

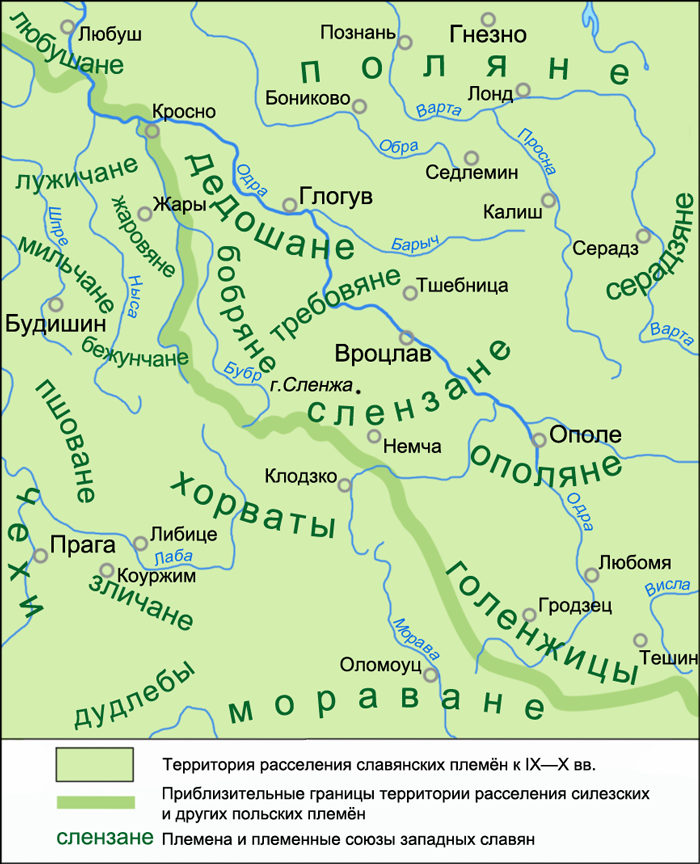
Расселение племени серадзян

Серадзане — согласно предположениям Зигмунта Глогера, западнославянское лехитское средневековое племя, которое жило в верховье Варты. Их соседями были племена полян и ополян. По имени племени серадзан был назван их главный город Серадз. Ныне их земли находятся в западной части Лодзинского воеводства в Польше.